# Marte Meo
Marte Meo (latin for ved egen kraft) er en metode, der bruger video til at analysere samspillet mellem mennesker. Formålet er at skabe en anerkendende og udviklingsstøttende kommunikation mellem f.eks. børn og voksne eller ældre og plejepersonale.
Metoden blev udviklet af den hollandske socialpædagog Maria Aarts i slutningen af 1970'erne og i de tidlige 1980'ere. Hun indså, at det er meget komplekst og vanskeligt at give faglig indsigt omkring et barns problemer til forældre og andre pårørende, som ofte havde svært ved at forstå det sprog, som professionelle bruger.
Hun udviklede derfor en unik metode, hvor barnet og den voksne blev filmet i helt almindelige situationer fra hverdagen. Ved hjælp af udvalgte filmklip, viste Maria Aarts kun de positive situationer, hvor samspillet fungerede. Efter at have praktiseret Marte Meo gennem flere år grundlagde hun Marte Meo-organisationen i 1987.